# Gjátindur
Gjátindur är en bergstopp i republiken Island. Den ligger i regionen Suðurland, 160 km öster om huvudstaden Reykjavík. Toppen på Gjátindur är 934 meter över havet, eller 294 meter över den omgivande terrängen. Bredden vid basen är 6,7 km.
Trakten runt Gjátindur är nära nog obefolkad, med mindre än två invånare per kvadratkilometer. Det finns inga samhällen i närheten. Trakten runt Gjátindur består i huvudsak av gräsmarker.